# Département Dar Tama
Das Département Dar Tama ist ein Département im Osten des Tschad. Es liegt im südöstlichen Teil der Provinz Wadi Fira, die Hauptstadt ist Guéréda. Beim Zensus im Jahr 2009 wurden 179.095 Einwohner gezählt.

## Verwaltungsuntergliederung
Das Département ist in drei Unterpräfekturen unterteilt:
- Guéréda
- Kolonga
- Serim Birké